# Dubh-loch na Creige Riabhaich
Dubh-loch na Creige Riabhaich ist ein Süßwassersee in der schottischen Council Area Highland beziehungsweise in der traditionellen Grafschaft Sutherland.

## Beschreibung
Der See liegt auf einer Höhe von 447 Metern über dem Meeresspiegel in einer äußerst dünn besiedelten Region. Westlich, jenseits der benachbarten, größeren Seen Loch a’ Ghohba Dubh und Loch na Seilg erhebt sich der 927 Meter hohe Ben Hope, direkt östlich der 601 Meter hohe Meallan Liath. Seine Ufer sind unbesiedelt. Die nächstgelegene Siedlung ist der zehn Kilometer nordöstlich am Kyle of Tongue gelegene Weiler Tongue. Dubh-loch na Creige Riabhaich ist nicht durch Straßen erschlossen. 2,5 Kilometer östlich verläuft ein unbefestigter Weg. Die nächstgelegene befestigte Straße verläuft fünf Kilometer nordöstlich entlang des Ufers des Kyle of Tongue.
Der eiförmige Dubh-loch na Creige Riabhaich weist er eine maximale Länge von 0,55 Kilometern bei einer maximalen Breite von 0,38 Kilometern auf, woraus sich eine Seefläche von 15 Hektar und ein Umfang von einem Kilometer ergeben. Die mittlere Tiefe des Dubh-loch na Creige Riabhaich beträgt 6,0 Meter, woraus ein Volumen von 885.337 Kubikmetern resultiert. Sein Einzugsgebiet umfasst 46 Hektar und besteht zu etwa 48 % aus Heide- und Moorlandschaften, während Grundwasser 31,8 % des Zuflusses ausmacht. Das Einzugsgebiet erstreckt sich im Wesentlichen nach Norden und Südosten. Der See verfügt über keine benannten Zuflüsse. Vom Westufer fließt ein unbenannter Bach ab, der über den Loch a’ Ghohba Dubh und den Loch na Seilg abfließt. Der aus diesem abfließende An Garhb Allt mündet in den Loch Hope, der über den River Hope in den Meeresarm Loch Eriboll entwässert.